# クリエイティブストーリー
『クリエイティブストーリー』（Creative Story）は、リィよって制作されたRPGツクール2003製のアクションRPG。コンテストパークWeb 2006 Autumn（2006年9月8日結果発表）において金賞を受賞した作品であり、ベクターにおいて最新版であるver.1.04（同年11月15日）が公開されている。

## 概要
RPG制作を志す青年を主人公とするステージクリア型のアクションRPGである。本作は「現実モード」と「空想作成モード」によって構成されており、このうち「現実モード」は青年の実生活に相当するアドベンチャーパートとなっており、「空想作成モード」の方がヒロインの勇者を操作するゲームパートとなっている。「現実モード」に存在する「空想スポット」から、「空想作成モード」へと突入することができる。
「空想作成モード」のマップ画面では、線でつながれたアイコンを進んでゆく。赤色のアイコンに進むと、敵キャラクターとの戦闘が行われるステージマップに移動する。ステージ中において鍵を入手し階段まで到達することで、ステージマップの中から脱出できる。黄色のアイコンに進むと宝箱のあるステージマップに移動し、また黄緑色のアイコンに進むと謎解きが用意された「探索ポイント」に移動する。そして紫色のアイコンからはボス戦のステージマップに移動する。ボス戦では敵キャラクターを一体倒すごとに「BOSSゲージ」が減少し、このゲージが尽きればクリアとなる。なお青色のアイコンまで戻ることによって、拠点となっている町へ戻ることができる。
作者であるリィは、「自分にしか作れないゲームが作りたかった」ことが制作の動機であったと述べており、「ゲームに飽きた自分にも楽しめる作品が作りたくて」制作したとも述べている。「誰が遊んでも途中で投げ出さないように、ストレスに感じる要素をすべて取り去りつつ、楽しみだけを追求した」としており、「テンポよくストレスなく進めるように」配慮したと述べている。また苦労した点として、ツールの制約から思い通りのシステムを作るのが難しく、完成度を高めるために何度も作り直したことをあげており、そのため「完成までがかなり長くなってしまった」としている。

## 評価
コンテストパークでは、難易度調整やストーリー展開について評価されたほか、移動時のマップやアイテムの種類について「ロールプレイングアクションとしては驚くほど少ない」が「かえって新鮮さを感じさせるし、プレイヤーに余計な思考をさせない配慮のようにも思えた」とされており、「決して手抜き作品ではなく、じつによく練られたゲームバランスになっている」と評されている。ただし戦闘時にプレイヤーキャラクターと敵キャラクターが重なっていると攻撃を与えられない場合があり、仕様と説明されているが「うまく回避するような処理を組み込んでほしかった」とされている。また攻撃方向について「4方向ではどうしても大味な剣さばきになってしまうので、せっかくの爽快感が途切れてしまう」との指摘もあった。
ベクターの「新着ソフトレビュー」では、「巨大な武器でバッサバッサと敵をなぎ倒す」爽快感と秀逸なゲームバランスが魅力の作品とされており、「操作はシンプルながら、武器やアイテムの使い方によって敵との戦い方が変化する『奥の深さ』を持っている」と評されている。頭を使う「パズルステージ」が各所に配置されている点も評価されており、また操作練習モードではミニゲームもプレイできるなど「プレイヤーを楽しませるためのさまざまな工夫が随所に見られる」と評されている。そして「ゲーム性の高さで見落とされがち」であるが「急展開のナンセンスギャグ」も多く盛り込まれた作品と評されている。
窓の杜のコーナー「週末ゲーム」では、「大きな武器を振り回して敵を倒していく爽快感と、脳をちょっと刺激する謎解きの両方を味わえるのが、本作最大の魅力とされており、「体力をゼロにされたときのペナルティは軽く、ストーリーの展開もテンポよく進むので、手軽に遊べる」点や、「ボス戦は魔法や武器をうまく活用しないとカンタンにはクリアできないという、絶妙なバランス調整」についても評価されている。そして「アクションRPGの面白い要素をあれこれ詰め込みつつも、軽いノリで楽しめるよう仕上がっている良作」と評されている。
『次世代フリーゲームの殿堂』（英和出版）では、「現実と空想が入り混じる奇妙なアクションRPG」として紹介されている。「ストーリーは一本道だが、とにかくテンポがよく、ラストまで一気に遊べる」とされており、また爽快感のある戦闘システムと評されている。ただし戦闘の難易度は高く「クリアにはゲームパッドでの細かな操作が不可欠」とされている。
『ベストフリーゲーム300+α in DVD』（晋遊舎）では、「武器を振り回し敵をなぎ倒す爽快感、武器や魔法を活用したパズル要素、そして能天気かつ無責任な物語、そのすべてが絡み合い、テンポよく最後までプレイヤーを楽しませてくれるゲーム」と評されており、「マップによっては隠し通路などを利用して余計な戦闘を回避することも可能だったり、意外な場所に強力な武器が隠されているなど、プレイヤーの手に委ねられる自由な部分も多く、遊び込みがいがある」とも評されている。

## ツクラーの野望
作者リィによるゲーム開発を題材とした作品として、『テックウィン』2003年6月号のコンテストパークにおいて金賞を受賞し、第1期年間大賞にも選ばれた『ツクラーの野望』がある。最新版は同年10月31日更新のver.1.02であり、ゲーム内容が追加されている。
この作品はRPGツクール2000製のアクションRPGであり、主人公がコンテストへの入賞を目指しゲームを制作するという設定になっている。本作は『クリエイティブストーリー』と同様アドベンチャーパートとゲームパートに分かれており、ゲーム制作の「ネタ」を収集する「ゲーム制作モード」と、制作した作品のテストプレイという設定の「テストプレイモード」によって構成される。テストプレイモードはファンタジー風のアクションRPGとなっており、戦闘のほかに謎解きの要素も含まれる。
リィは本作について、制作当初は通常のアクションRPGを予定していたが、それでは物足りないと考えさらに「ゲーム性」を高めたとしている。そして「自分の欠点をどう補って、見栄えをよくするかに苦心」して力を注いだ作品であると述べている。
コンテストパークでは、テストプレイモードの「ワラワラと湧いて出る敵キャラを一撃でなぎ倒す快感は格別」だが、「攻撃のタイミングを間違えると、一瞬にして袋叩き状態になる」とし、この「ゲームバランスはなかなかのもの」であると評されている。ゲーム制作モードについては、「思いも寄らない場所」にあるネタや「徐々に減少する体力ゲージ」などの「マンネリ化しない仕掛け」が用意されており、「おもしろいアイデアが詰まっていて、プレイヤーを飽きさせない」と評価されている。ただし「ふたつのゲームが同時進行するため、テンポが悪くなってしまっている点」が残念であるとも評されている。
ふりーむ!の記事では、「ゲームで『ゲームを創る』という新しい世界観」が楽しいと評されている。そしてキャラクターの会話についても「さまざまな表情」が見られると評価されている。テストプレイモードについては、「ちょっと難しいが爽快感はかなりあるのでストレスは溜まらない」と評されているが、キャラクターの成長システムについては「もっと目立たせて欲しかった」とされている。また隠し要素を探すのも楽しいとされている。
“Possibilities of Non-Commercial Games”において伊藤憲二は、RPGツクール製のゲームを風刺したフリーゲームの中でも象徴的な作品としている。